# Ángel María Hernández Esperón
Ángel María Hernández Esperón (n. El Cano, Marianao, La Habana, Cuba; 11 de enero de 1900 - f. Playa Baracoa; 27 de diciembre de 1961), fue un misionero evangélico y considerado segundo apóstol por la Iglesia evangélica internacional Soldados de la Cruz de Cristo o Iglesia Bando Evangélico Gedeón (en Cuba).
Fue bautizado por Ernest William Sellers en el río Capellanías, en Guanajay, Provincia Pinar del Río, Cuba, el 9 de agosto de 1937 y se convirtió en Discípulo el 29 de septiembre de 1940.
Llegó al grado de Obispo en la Conferencia General celebrada en Cabaiguán, Villa Clara, Cuba, el 6 de mayo de 1947.
Desplegó sus actividades como Obispo en la Diócesis central y occidental hasta el año 1951, fecha en que fue nombrado obispo.
En el 26 de febrero de 1953, se convirtió en el nuevo director y segundo apóstol de la Iglesia evangélica internacional Soldados de la Cruz de Cristo.

## Apostolado y muerte
Ángel María Hernández fue instalado como Apóstol el 26 de febrero de 1953, pero no fue hasta el día 19 de octubre de ese mismo año, que fue ratificado y aprobado por el gobierno Provincial de La Habana, Cuba. 
Murió en 1961.